# 帕赛尔
帕赛尔是奥地利施蒂利亚州魏茨县的一个市镇。总面积13.8平方公里，总人口1978人，人口密度143.3人/平方公里（2005年）。